# الهلبة
الهلبة قرية سورية تتبع ناحية مركز معرة النعمان في منطقة معرة النعمان في محافظة إدلب. بلغ عدد سكانها 1381 نسمة في عام 2004 حسب إحصاء المكتب المركزي للإحصاء.